# Округ Квин Анс (Мериленд)
Квин Анс (енгл. Queen Anne's County) је округ у америчкој савезној држави Мериленд.

## Демографија
По попису из 2010. године број становника је 47.798, што је 7.235 (17,8%) становника више него 2000. године.
| Група             | 2000.          | 2010.          |
| Белци             | 35.863 (88,4%) | 41.733 (87,3%) |
| Афроамериканци    | 3.560 (8,8%)   | 3.298 (6,9%)   |
| Азијати           | 232 (0,6%)     | 469 (1,0%)     |
| Хиспаноамериканци | 444 (1,1%)     | 1.452 (3,0%)   |
| Укупно            | 40.563         | 47.798         |